# Richard Young (sénateur)
Pour les articles homonymes, voir Richard Young et Young.
Richard Young, né le 20 février 1798 et décédé le 28 novembre 1861, est un homme politique américain, membre du Parti démocrate et sénateur de l'Illinois de 1837 à 1843.